# Karmela Vukov-Colić
Karmela Vukov-Colić (Zagreb, 7. srpnja 1968.) hrvatska je novinarka. Bivša televizijska i radijska voditeljica na HRT-u.

## Životopis
Poznata je kao voditeljica emisija TV Bingo Show, Nedjeljno popodne, Loto Hrvatske lutrije, Gost-urednik, Jadranske igre, Seoska gozba. Karijeru je započela na Radiju 101, a od 1997. radi u Zagrebačkoj panorami HTVa. Otvara popularni program Z3 i ostaje jedno od zaštitnih lica do gašenja tog programa. Tijekom Domovinskog rata obilazi bojišta i snima priloge za emisiju Gardijada koju i vodi iz studija. Godine 2008. sudjelovala je kao natjecateljica u HRT-ovom zabavnom showu "Zvijezde pjevaju" gdje je zauzela drugo mjesto.
Na 2. programu Hrvatskog radija vodi emisiju Glazbeni megahertz i jutarnji program.
Sa sinom Noom objavila je zbirku pripovijedaka "Noine priče". Autorica je i bloga Ciao Karmela.  
U studenom 2018. godine napušta HRT i emisiju Dobro jutro Hrvatska nakon 25 godina.

## Filmografija
- "Igra i zbilja" kao TV voditeljica (TV drama, 1990.)
- "Crno-bijeli svijet" kao napirlitana gospođa (2019.)

### Voditeljske uloge
- "Loto Hrvatske lutrije" (1992. – 2012.)
- "Dobro jutro, Hrvatska" (1993. – 2018.)
- "TV Bingo Show" (2002. – 2011.)
- "Dora" kao suvoditeljica (s Mirkom Fodorom, Ljiljanom Vinković i Davorom Meštrovićem i glavnim voditeljima Danielom Trbović i Duškom Ćurlićem) (2003.)
- "Jadranske igre" (2011. – 2012.)
- "Seoska gozba" (2013. – 2016.; 2023.)
- "Najljepši školski vrtovi" (s Davorom Meštrovićem, 2016. – 2017.)